# Alain Guillermou
Alain Guillermou (né le 2 janvier 1913 à Toulon et mort le 24 octobre 1998 à Paris 14e) est un linguiste français.

## Biographie
Élève de l'École normale supérieure (1933), et agrégé de l'université, Alain Guillermou fut professeur de roumain à l'Institut national des langues et civilisations orientales et le fondateur de la Biennale de la langue française (Fédération du français universel).
En 1971, il fonde La Banque des mots, revue de terminologie.

## Œuvres
- Essai sur la syntaxe, Klincksieck, 1962  (ISBN 978-2-86460-591-1)
- La Genèse intérieure des poésies, Klincksieck  (ISBN 978-2-86460-563-8)
- Le Français, langue sans frontières avec Maurice Genevoix. Fédération du français universel, Le Pavillon, 1973
- Livre des saints et des prénoms, Desclée de Brouwer (1re édition 1976)
- Les Jésuites, Presses universitaires de France, coll. « Que sais-je ? », 1999  (ISBN 978-2-13-044334-6)
- Manuel de langue roumaine, Klincksieck  (ISBN 978-2-252-02824-7) (1re édition 1953 ; rééd. 2003)
- Saint Ignace de Loyola et la Compagnie de Jésus, coll. « Maîtres spirituels » 23, Le Seuil, Paris, 1960, 187 p. ; rééd. Le Seuil, 2007  (ISBN 978 2757804124)

### Traductions du roumain
- Mircea Eliade
  - Forêt interdite (Noaptea de Sânziene), Gallimard, coll. « Du monde entier », 1955
  - Le Vieil Homme et l'officier (Pe strada Mântuleasa), Gallimard, coll. « Du monde entier », 1977 ; rééd. coll. « L'Imaginaire », 1981  (ISBN 2-07-025367-8)
  - La Nuit bengali (Maitreyi), Gallimard, « Folio », 1979 ; rééd. 1989  (ISBN 2-07-037087-9)
  - Le Temps d'un centenaire, suivi de Dayan (Tinerețe fără tinerețe), Gallimard, coll. « Du monde entier », 1981

### Récompenses et distinctions
- Docteur honoris causa de l'université de Bucarest[3]
- 1998 : Prix Richelieu-Senghor[4]